# Araz Ağalarov

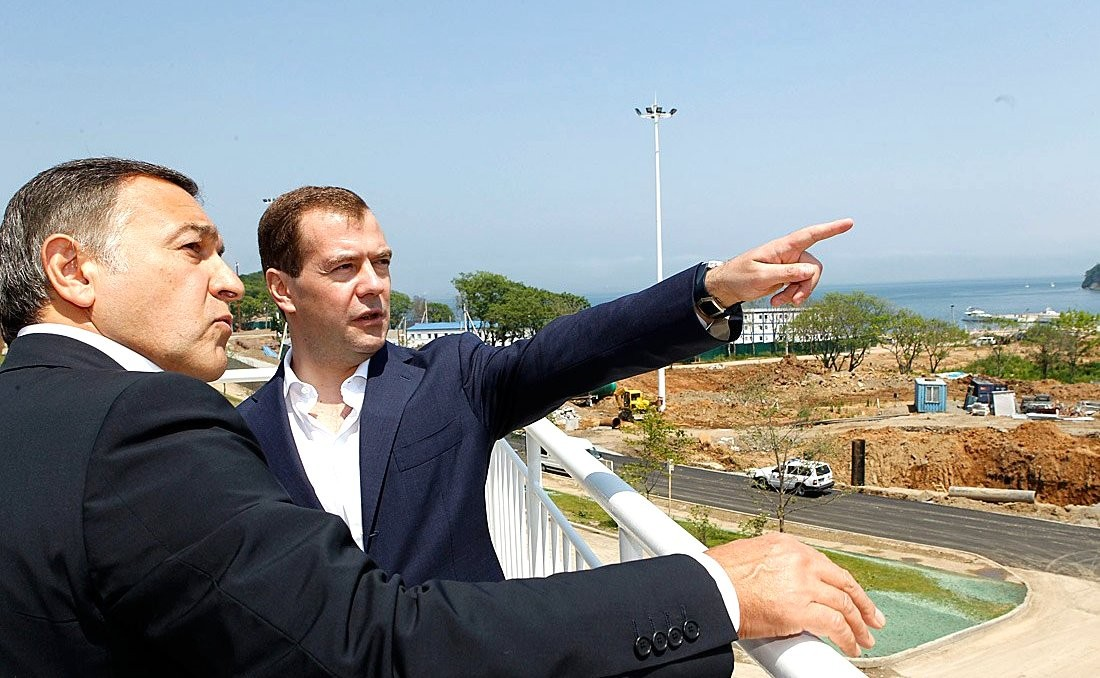
Aras Agalarov (links) mit Dmitri Medwedew (2011)

Araz İsgəndər oğlu Ağalarov (russisch Араз Искендер оглы Агаларов Aras Iskender ogly Agalarow; * 8. November 1955 in Baku) ist ein aserbaidschanisch-russischer Milliardär und Oligarch.

## Werdegang
Agalarov studierte Computertechnik am Aserbaidschanischen Polytechnischen Institut der Aserbaidschanischen Staatlichen Öl- und Industrie-Universität. Er war Mitglied der Kommunistischen Partei Aserbaidschans und des Stadtkomitees von Baku.
Seine unternehmerische Laufbahn begann er mit dem Vertrieb von hochwertigen Haushaltswaren in Russland. Später wandte er sich der Entwicklung von Luxuseinkaufszentren zu. Heute besitzt Agalarov mehr als zehn große Einkaufszentren, eine Konzerthalle, ein Ozeanarium und einen Ausstellungskomplex.
Sein Unternehmen Crocus Group war der Generalunternehmer für zwei Stadien, in denen die Spiele der FIFA-Weltmeisterschaft 2018 ausgetragen wurden.
In der Crocus City Hall in Krasnogorsk fand 2013 das Finale der Miss Universe statt, an dem auch Donald Trump teilnahm. Am 22. März 2024 wurde die Halle Ziel eines Terroranschlags, bei dem mehrere schwer bewaffnete Attentäter über 133 Menschen töteten und anschließend Feuer in der Halle legten.

## Privates
Agalarov ist verheiratet und hat zwei Kinder. Sein Sohn Emin Ağalarov ist Geschäftsmann und Sänger/Songwriter; er war bis 2015 mit Leyla Aliyeva, der Tochter von Aserbaidschans Präsident İlham Əliyev, verheiratet. Aus der Ehe hat Agalarov drei Enkel.
Im Juli 2017 bot Agalarov seine Villa in Alpine (New Jersey) für 7 Millionen Dollar zum Verkauf an.

## Vermögen
Im Juli 2022 schätzte Forbes sein Vermögen auf 1,2 Milliarden US-Dollar.